# Goat Horn

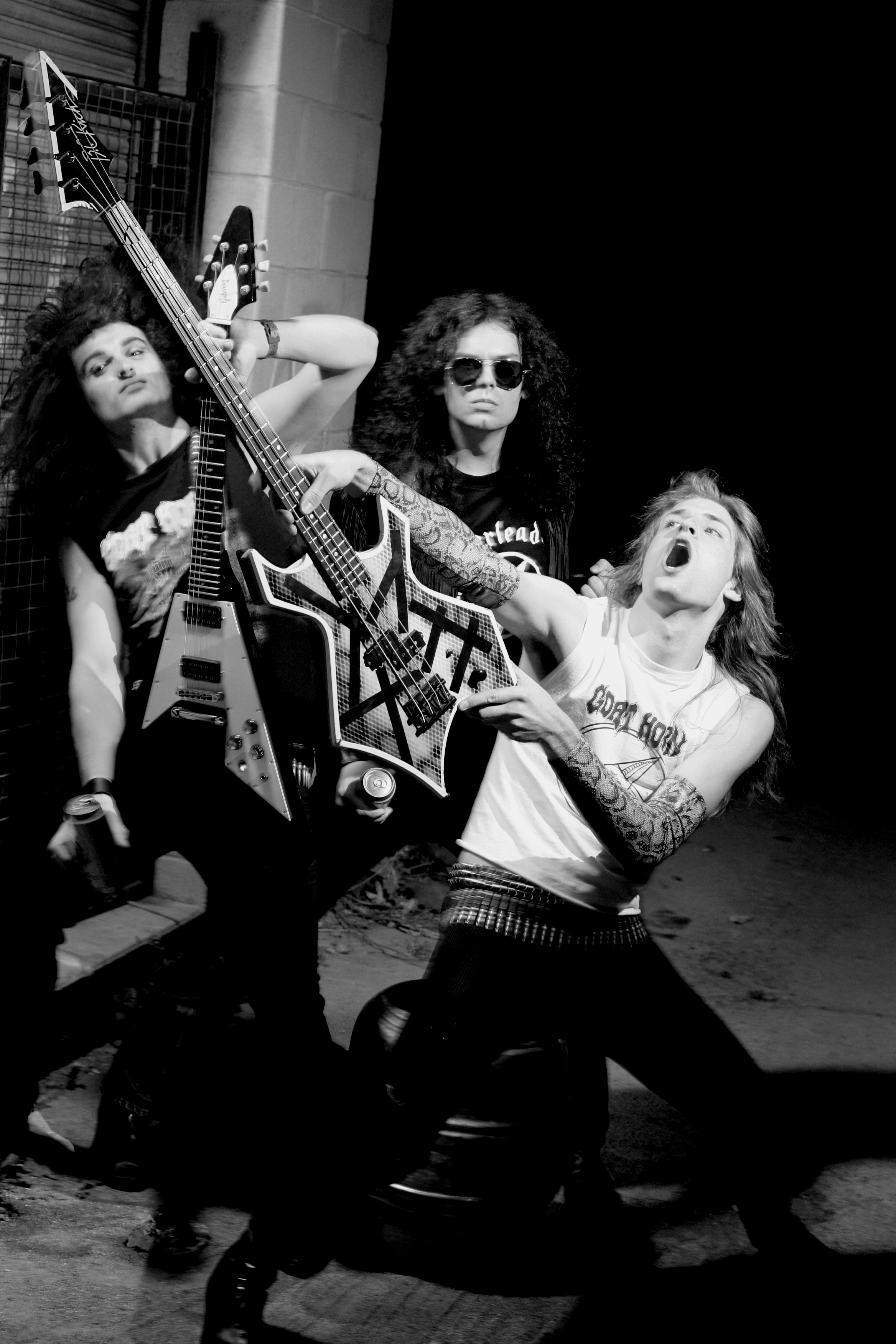
Goat Horn

Goat Horn is een Canadese heavymetalband met doommetalinvloeden die is opgericht in 1999 en is opgeheven in 2006. 

## Bezetting

### Huidige bandleden
- Jason Decay - Zanger/Bassist
- Brandon Wars - Zanger/Gitarist
- Al Biddle - Drummer

### Voormalige bandleden
- Steelrider - Drummer

## Discografie

### Cd
- Voyage To Nowhere (2001)
- Storming The Gates (2003)

### EP
- Threatening Force (2005)

## Externe bron
- Website Goat Horn (gearchiveerd)